# Gallopamil
Gallopamil (łac. gallopamillum) – wielofunkcyjny organiczny związek chemiczny, pochodna fenyloetyloaminy, lek stosowany w leczeniu choroby niedokrwiennej serca, o działaniu blokującym kanały wapniowe typu L.

## Mechanizm działania
Gallopamil jest antagonistą kanału wapniowego działającym na kanały wapniowe typu L (CACNA1C) zlokalizowane w tkance mięśniowej poprzecznie prążkowanej typu sercowego oraz miocytach mięśni gładkich naczyń krwionośnych. Dodatkowo gallopamil wykazuje działanie antyarytmiczne. Wpływ na przewodnictwo w węźle przedsionkowo-komorowym ma jedynie enancjomer S, a maksymalne stężenie leku w surowicy krwi następuje po 1–2 godzinach od podania.

## Zastosowanie
- choroba niedokrwienna serca[2]
- niestabilna dusznica bolesna[2]
- angina Prinzmetala[2]
- częstoskurcz nadkomorowy[2]
- migotanie przedsionków[2]
- trzepotanie przedsionków[2]

W 2016 roku gallopamil nie był dopuszczony do obrotu w Polsce.

## Działania niepożądane
Gallopamil może powodować następujące działania niepożądane, występujące ≥1/1000 (bardzo często, często i niezbyt często):
- bradykardia
- blok przewodnictwa zatokowo-przedsionkowego
- blok przewodnictwa przedsionkowo-komorowego
- hipotensja
- hipotensja ortostatyczna
- uderzenia gorąca
- zaczerwienienie skóry
- dyspepsja
- zaparcie
- nudności
- nadwrażliwość skórna
- podwyższenie aktywności aminotransferazy asparaginianowej w osoczu krwi
- podwyższenie aktywności aminotransferazy alaninowej w osoczu krwi
- podwyższenie aktywności fosfatazy alkalicznej w osoczu krwi
- zawroty głowy
- parestezje
- skurcz oskrzeli
- ból głowy
- nerwowość
- zmęczenie